# James (együttes)
A James egy 1982-ben alapított angol alternatív rock együttes Manchesterből, egyik úttörő zenekara volt a 80-as évek vége és a 90-es évek eleje között virágzó Madchester mozgalomnak. 

## Diszkográfia
- Stutter  (1986)
- Stripmine  (1988)
- Gold Mother  (1990)
- Seven  (1992)
- Laid  (1993)
- Wah Wah  (1994)
- Whiplash  (1997)
- Millionaires  (1999)
- Pleased to Meet You  (2001)
- Hey Ma  (2008)
- The Night Before  (2010)
- The Morning After  (2010)
- La Petite Mort  (2014)
- Girl at the End of the World  (2016)

## Fordítás
- Ez a szócikk részben vagy egészben  a   James (band) című angol Wikipédia-szócikk fordításán alapul.  Az eredeti cikk szerkesztőit annak laptörténete sorolja fel. Ez a jelzés csupán a megfogalmazás eredetét és a szerzői jogokat jelzi, nem szolgál a cikkben szereplő információk forrásmegjelöléseként.